# Législature d'État du Nouveau-Mexique
Capitole de l'État du Nouveau-Mexique, Santa Fe
La législature d'État du Nouveau-Mexique (en anglais : Nouveau-Mexique Legislature) est l'organe législatif de l'État américain du Nouveau-Mexique.

## Structure
Elle se présente sous la forme d'un parlement bicaméral composé d'une chambre haute, le Sénat de 42 élus, et d'une chambre basse, la Chambre des représentants de 70 élus.
L'Assemblée générale siège au Capitole situé à Santa Fe, capitale de l'État.